# Landtagswahlkreis Potsdam-Mittelmark III/Potsdam III
Der Wahlkreis Potsdam-Mittelmark III/Potsdam III (Wahlkreis 19) ist ein Landtagswahlkreis in Brandenburg. Er umfasst die Stadtteile Bornim, Bornstedt, Eiche, Fahrland, Golm, Groß Glienicke, Grube, Marquardt, Nedlitz, Neu Fahrland, Sacrow, Satzkorn und Uetz-Paaren der kreisfreien Landeshauptstadt Potsdam und aus dem Landkreis Potsdam-Mittelmark die Stadt Werder (Havel) sowie die Gemeinde Schwielowsee. Wahlberechtigt waren bei der letzten Landtagswahl 2019 61.359 Einwohner.

## Landtagswahl 2024
Bei der Landtagswahl 2024 wurde Uwe Adler im Wahlkreis direkt gewählt. Die weiteren Ergebnisse:
| Gegenstand der Nachweisung | Gegenstand der Nachweisung | Erst- stimmen | Erst- stimmen | Zweit- stimmen | Zweit- stimmen |
| Bewerber                   | Partei                     | Anzahl        | %             | Anzahl         | %              |
| -------------------------- | -------------------------- | ------------- | ------------- | -------------- | -------------- |
| Wahlberechtigte            | Wahlberechtigte            | 53.960        | 53.960        | 53.960         | 53.960         |
| Wählende                   | Wählende                   | 43.253        | 80,2 %        | 43.253         | 80,2 %         |
| Ungültige Stimmen          | Ungültige Stimmen          | 435           | 1,0 %         | 224            | 0,5 %          |
| Gültige Stimmen            | Gültige Stimmen            | 42.818        | 99,0 %        | 43.029         | 99,5 %         |
| davon                      |                            |               |               |                |                |
| Uwe Adler                  | SPD                        | 17.026        | 39,8 %        | 14.806         | 34,4 %         |
| Marlon Deter               | AfD                        | 8.757         | 20,5 %        | 8.163          | 19,0 %         |
| Saskia Ludwig              | CDU                        | 7.594         | 17,7 %        | 6.223          | 14,5 %         |
| Rebecca Lea Freudl         | GRÜNE                      | 3.339         | 7,8 %         | 4.175          | 9,7 %          |
| Jörg Schindler             | Die Linke                  | 2.104         | 4,9 %         | 1.631          | 3,8 %          |
| Carsten Mendling           | BVB/FW                     | 1.740         | 4,1 %         | 825            | 1,9 %          |
| Zyon Braun                 | FDP                        | 929           | 2,2 %         | 562            | 1,3 %          |
| –                          | Tierschutzpartei           | -             | -             | 828            | 1,9 %          |
| Julian Bachmann            | Plus (Piraten, ÖDP, Volt)  | 977           | 2,3 %         | 724            | 1,7 %          |
| –                          | BSW                        | -             | -             | 4.815          | 11,2 %         |
| –                          | III. Weg                   | -             | -             | 21             | 0,0 %          |
| –                          | DKP                        | -             | -             | 25             | 0,1 %          |
| –                          | DLW                        | -             | -             | 82             | 0,2 %          |
| –                          | WU                         | -             | -             | 149            | 0,3 %          |
|                            |                            | 352           | 0,8 %         | -              | -              |

## Landtagswahl 2019
Bei der Landtagswahl 2019 wurde Uwe Adler im Wahlkreis direkt gewählt. Die weiteren Ergebnisse:
| Direktkandidat   | Partei           | Erststimmen in % | Zweitstimmen in % |
| ---------------- | ---------------- | ---------------- | ----------------- |
| Uwe Adler        | SPD              | 25,3             | 24,9              |
| Saskia Ludwig    | CDU              | 19,8             | 17,0              |
| Tina Lange       | Die Linke        | 11,6             | 10,1              |
| Marlon Deter     | AfD              | 15,2             | 16,2              |
| Robert Funke     | GRÜNE            | 16,8             | 18,4              |
| Roland Büchner   | BVB/FW           | 7,0              | 4,1               |
| –                | PIRATEN          | –                | 0,7               |
| Kay Martin       | FDP              | 3,6              | 5,1               |
| –                | ÖDP              | –                | 0,8               |
| –                | Tierschutzpartei | –                | 2,3               |
| –                | V-Partei³        | –                | 0,3               |
| EB Edmund Müller | –                | 0,7              | –                 |

## Landtagswahl 2014
Bei der Landtagswahl 2014 wurde Saskia Ludwig im Wahlkreis direkt gewählt.
| Direktkandidat  | Partei         | Erststimmen in % | Zweitstimmen in % |
| --------------- | -------------- | ---------------- | ----------------- |
| Mike Schubert   | SPD            | 29,4             | 28,2              |
| Sascha Krämer   | Die Linke      | 16,6             | 17,1              |
| Saskia Ludwig   | CDU            | 31,7             | 26,5              |
| Nils Naber      | GRÜNE          | 8,8              | 11,2              |
| Marion Vogdt    | FDP            | 1,4              | 1,8               |
| -               | NPD            | 0                | 0,7               |
| -               | BVB/FW         | 0                | 1,6               |
| -               | REP            | 0                | 0,1               |
| -               | DKP            | 0                | 0,2               |
| Steffen Königer | AfD            | 9,1              | 10,8              |
| Sascha Curth    | PIRATEN        | 1,8              | 1,7               |
| Edmund Müller   | Einzelbewerber | 1,2              | 0                 |

## Landtagswahl 2009
Bei der Landtagswahl 2009 wurde Saskia Funck (seit November 2009 verheiratete Ludwig) im Wahlkreis direkt gewählt.
Die weiteren Wahlkreisergebnisse:
| Direktkandidat       | Partei              | Erststimmen in % | Zweitstimmen in % |
| -------------------- | ------------------- | ---------------- | ----------------- |
| Susanne Melior       | SPD                 | 28,4             | 32,8              |
| Andreas Bernig       | Die Linke           | 23,8             | 22,7              |
| Saskia Funck         | CDU                 | 29,7             | 22,5              |
| -                    | DVU                 | -                | 00,8              |
| Yvonne Plaul         | GRÜNE               | 07,1             | 07,9              |
| Marion Vogdt         | FDP                 | 06,2             | 08,8              |
| -                    | 50 Plus             | -                | 00,4              |
| -                    | DKP                 | -                | 00,2              |
| -                    | REP                 | -                | 00,2              |
| -                    | Die-Volksinitiative | -                | 00,2              |
| Petra Reichel        | NPD                 | 01,9             | 01,6              |
| Wolfgang Kroll       | RRP                 | 01,1             | 00,8              |
| Alexander Wunderling | Freie Wähler        | 01,5             | 01,4              |
| Dirk Stumpf          | Einzelbewerber      | 00,3             | -                 |

## Landtagswahl 2004
Die Landtagswahl 2004 hatte folgendes Ergebnis:
| Direktkandidat    | Partei          | Erststimmen in % | Zweitstimmen in % |
| ----------------- | --------------- | ---------------- | ----------------- |
| Susanne Melior    | SPD             | 27,8             | 32,8              |
| Saskia Funck      | CDU             | 28,1             | 22,7              |
| Andreas Bernig    | PDS             | 25,5             | 23,3              |
| –                 | DVU             | –                | 04,6              |
| Joachim Gessinger | GRÜNE           | 06,2             | 06,0              |
| Heiko Hüller      | FDP             | 06,3             | 03,8              |
| Wolfgang Kroll    | AfW             | 06,1             | 01,2              |
| –                 | AUB-Brandenburg | –                | 00,2              |
| –                 | DKP             | –                | 00,1              |
| –                 | GRAUE           | –                | 00,9              |
| –                 | FAMILIE         | –                | 03,5              |
| –                 | 50 Plus         | –                | 00,5              |
| –                 | JA              | –                | 00,2              |
| –                 | Offensive D     | –                | 00,0              |
| –                 | BRB             | –                | 00,3              |